# Fantasy Life i : La Voleuse de temps
Fantasy Life i : La Voleuse de temps est un jeu vidéo de rôle et de simulation de vie de 2025, développé et publié par Level-5. Suite de Fantasy Life, il est sorti sur Nintendo Switch, PlayStation 4, PlayStation 5, Windows, and Xbox Series X/S en mai 2025, avec une version sur Nintendo Switch 2 qui est sortie en juin 2025.

## Système de jeu
Comme son prédécesseur, Fantasy Life i: The Girl Who Steals Time est un jeu de rôle de simulation de vie se déroulant sur l'île de Rêveria, dans lequel les joueurs peuvent incarner et faire évoluer jusqu'à quatorze métiers différents connus sous le nom de « carrières ». Le gameplay est centré sur le joueur qui entreprend diverses tâches qui lui sont confiées et qui bascule entre les quatorze classes de vie pour accéder à différentes tâches. Le voyage dans le temps est présent dans le jeu puisque les joueurs pourront reconstruire une île en ruine dans le présent, qui est en réalité l'île sur laquelle ils évoluent lorsqu'ils voyagent mille ans dans le passé.

## Développement
Fantasy Life i : La Voleuse de temps a été annoncé pour une sortie en 2023 avant d'être reporté deux fois, une fois à 2024 et une autre fois à avril 2025,,. Le jeu est sorti sur Nintendo Switch, PlayStation 4, PlayStation 5, Windows et Xbox Series X/S le 21 mai 2025. Le jeu était à l'origine dirigé par le producteur Keiji Inafune, jusqu'à ce qu'il quitte l'entreprise en 2024, et le PDG de Level-5, Akihiro Hino, qui a dû intervenir en tant que producteur. Une version Nintendo Switch 2, dotée de graphismes et de performances améliorés par rapport à la version Switch, est sorti en même temps que la console le 5 juin 2025.

## Accueil
Le 24 mai 2025, Level-5 a annoncé que Fantasy Life i s'était vendu à plus de 500 000 exemplaires dans le monde. Le 2 juin 2025, Level-5 a annoncé que le jeu s'était vendu à plus de 800 000 exemplaires. Finalement, Akihiro Hino le CEO de Level-5 a annoncé le 12 juin 2025 sur X (anciennement Twitter), que le jeu avait dépassé le million d'exemplaires vendus. 